# Stroisz
Stroisz – gałęzie drzew iglastych (chrust) pozyskiwane dla celów dekoracyjnych (do wyrobu wieńców i stroików) oraz służące do okrywania zimą kwietników i rabat (naturalny materiał izolacyjny chroniący rośliny przed mrozem). Najczęściej używane są  jedlina i świerczyna.